# Лампунг
Ла́мпун(г) (индон. Lampung, сунд. Lampung) — провинция в Индонезии, на юге острова Суматра.
Административный центр — город Бандар-Лампунг.
Эти территории известны своей тектонической нестабильностью. 10 мая 2005 года разрушительное землетрясение силой 6,4 балла нанесло немалый ущерб провинции. Пострадала она и в 1883 году — во время извержения вулкана Кракатау, который находится на острове, административно входящем в её состав.

## География
На севере граничит с провинцией Южная Суматра, на западе — Бенгкулу. На юге её береговая линия является стороной Зондского пролива, берега которого сближаются до 24 км — так, что здесь проще всего переправиться на остров Яву. Расположена в заливе Семанка.

## Демография
Население — 9 007 848 чел. (на 2020 год). Большинство его составляют переселенцы с Явы, Мадуры и Бали. Часть из них самостоятельно перебрались в Лампунг из более густонаселённых регионов в поисках свободных земель, а часть были переселены в рамках миграционной программы правительства Индонезии.

## Административное деление
Лампунг подразделяется на 12 округов и два городских муниципалитета.
| №  | Адм. единица                                       | Территория, км² | Население чел. 2010 | Адм. центр      |
| -- | -------------------------------------------------- | --------------- | ------------------- | --------------- |
| 1  | Бандар-Лампунг (город)                             | 118,50          | 879 651             |                 |
| 2  | Метро (город)                                      | 68,74           | 145 346             |                 |
| 3  | Округ Западный Лампунг (Лампунг Барат)             | 4 950,40        | 418 560             | Лива            |
| 4  | Округ Южный Лампунг (Лампунг Селатан)              | 2 109,74        | 909 989             | Калианда        |
| 5  | Округ Восточный Лампунг (Лампунг Тимур)            | 5 325,03        | 950 574             | Сукадана        |
| 6  | Округ Северный Лампунг (Лампунг Утара)             | 2 725,63        | 583 925             | Котабуми        |
| 7  | Округ Центральный Лампунг (Лампунг Тенгах)         | 4 789,80        | 1 170 048           | Гунунг Сугих    |
| 8  | Округ Западный Туланг-Баванг (Туланг-Баванг Барат) | 1 201,00        | 250 208             | Панараган Джайя |
| 9  | Округ Туланг-Баванг                                | 6 851,32        | 397 079             | Менггала        |
| 10 | Округ Танггамус                                    | 3 356,61        | 534 595             | Кота Агунг      |
| 11 | Округ Песаваран                                    | 2 243,51        | 397 294             | Гедонг Татаан   |
| 12 | Округ Прингсеву                                    | 625,00          | 364 825             | Прингсеву       |
| 13 | Округ Месуджи                                      | 432,60          | 187 286             | Месуджи         |
| 14 | Округ Вай-Канан                                    | 3 921,63        | 406 735             | Бламбанган Утпу |
|    | Всего                                              | 34 623,80       | 7 596 115           |                 |